# Kątki (powiat człuchowski)
Kątki – osada leśna w Polsce położona w województwie pomorskim, w powiecie człuchowskim, w gminie Człuchów. 
Leśniczówka wchodzi w skład sołectwa Polnica.
W latach 1975–1998 miejscowość administracyjnie należała do województwa słupskiego.